# چو یوآن
چو یوان (انگلیسی: Qu Yuan؛ زاده: ۳۴۰ قبل از میلاد، درگذشتهٔ ۲۷۸ پس از میلاد) شاعر و دولتمرد برجسته چینی که به دلیل میهن‌پرستی و نقش برجسته‌اش در تبیین شعر و نثر کلاسیک چین مشهور است.